# Victor Bennett
Victor Bennett is een personage in de televisieserie Charmed. Hij wordt gespeeld door de acteur James Read. 
Victor Bennet is de vader van Prue, Piper en Phoebe: de Charmed Ones. Hij is geboren in 1949. Hij scheidde van hun moeder Patty Halliwell nadat hij te weten was gekomen dat zijn vrouw en dochters heksen waren, en aangezien hij niet op kan tegen het koppige karakter van de meisjes en hun grootmoeder Penny, besluit hij uit hun leven te vertrekken.
De acteur Tony Denison speelde voor één aflevering Victor Benett, nadien speelde James Read de rol van Victor.